# Hermann Wilhelm Stockmann

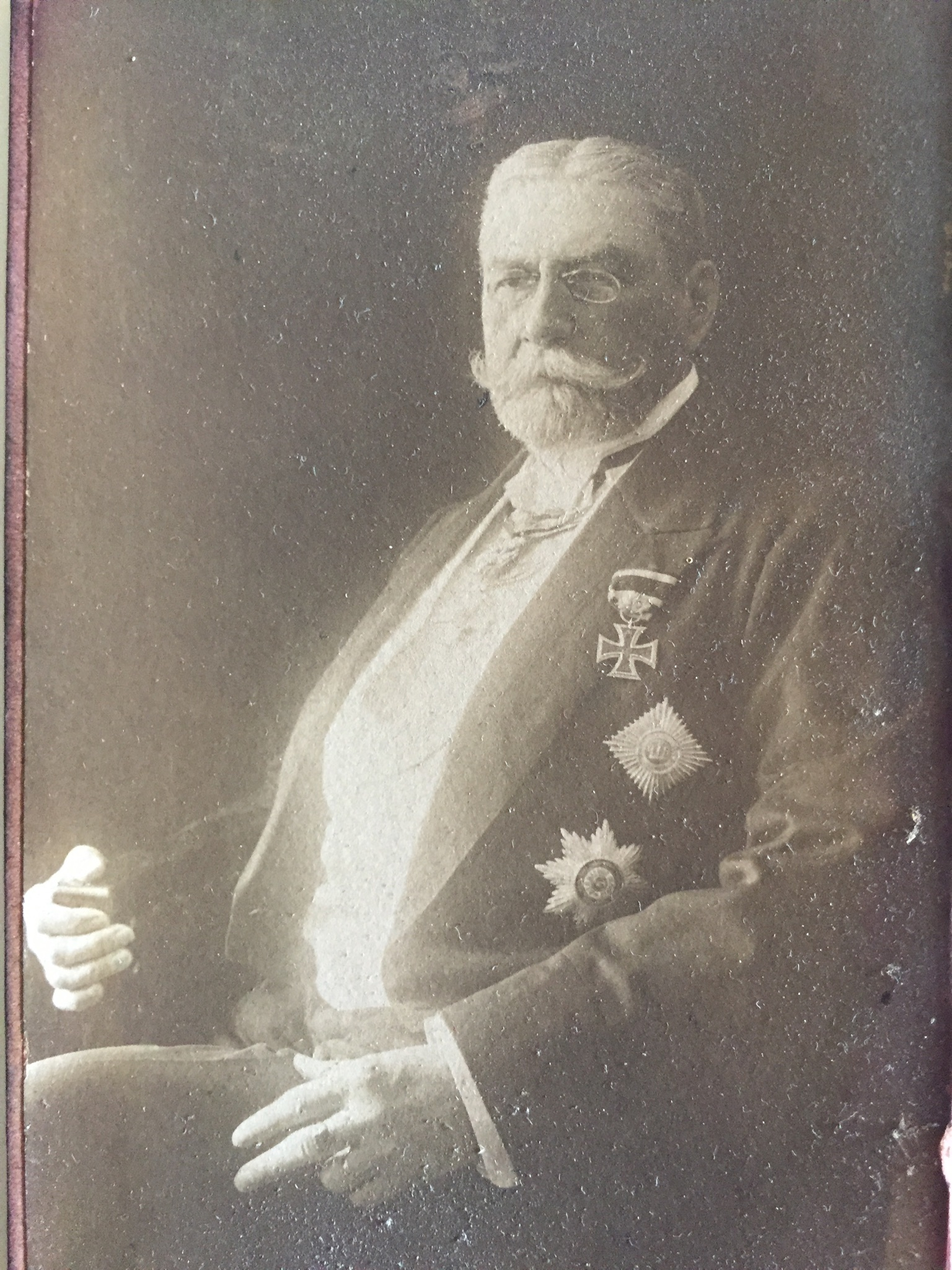
Hermann Wilhelm Stockmann

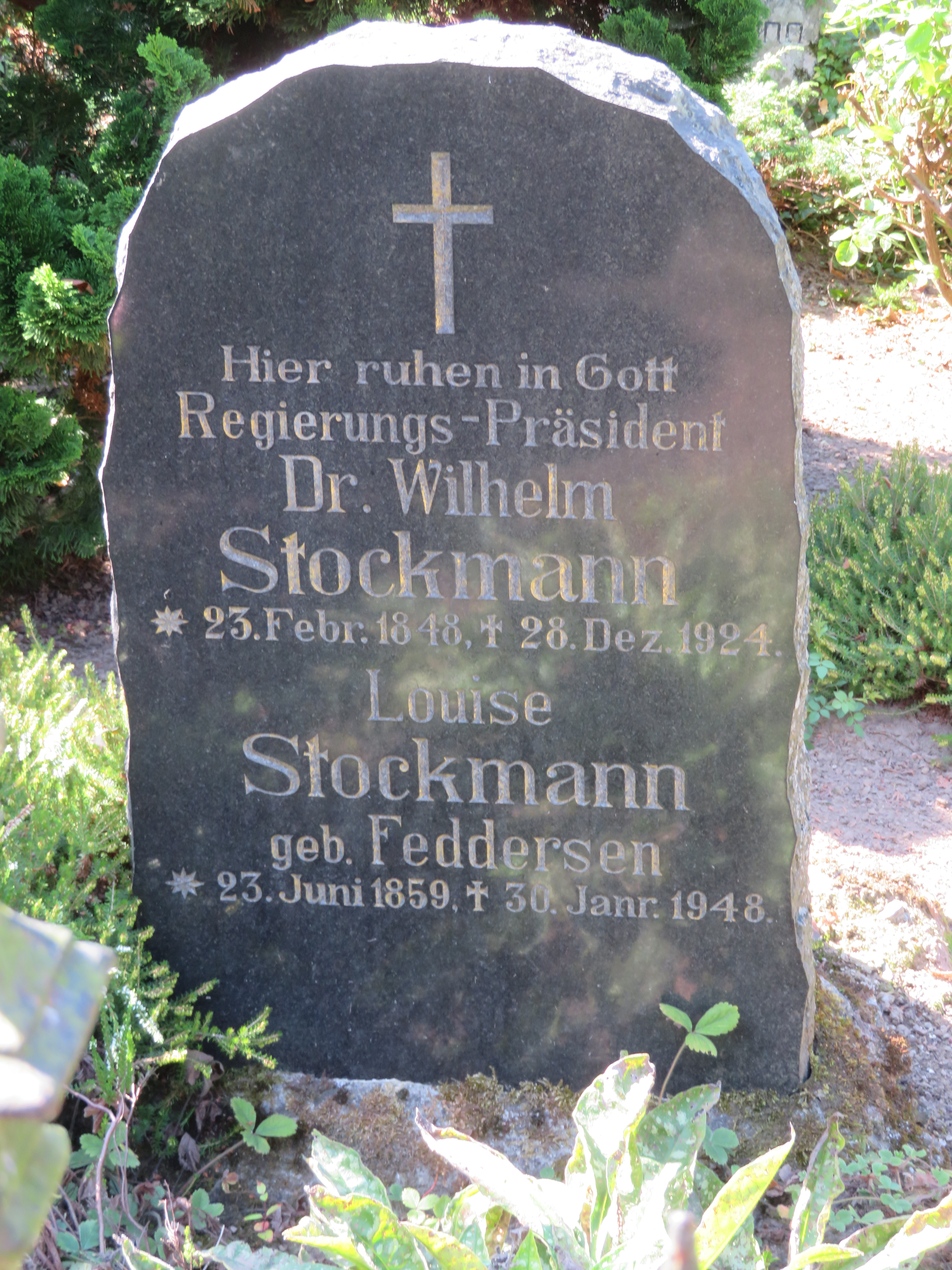
Grab von Wilhelm Stockmann auf dem Friedhof von Süsel

Hermann August Wilhelm Stockmann (* 23. Februar 1848 in Steinrade; † 28. Dezember 1924 in Kiel) war Regierungspräsident und Mitglied des Deutschen Reichstags.

## Leben
Stockmann, Sohn eines Hofpächters in Klempau, besuchte das Katharineum zu Lübeck bis zum Abitur Ostern 1868 und studierte Rechtswissenschaften an den Universitäten Berlin und Göttingen. Während des Studiums wurde er Mitglied der Landsmannschaft Gottinga. In Göttingen promovierte er im April 1873 zum Doktor der Rechte. Am 1. September 1873 wurde er Referendar, am 23. Februar 1878 Gerichtsassessor und am 1. Juli 1878 Kreisrichter in Itzehoe. 1882 wurde er Konsistorialassessor in Kiel, 1886 Konsistorialrat, 1890 Mitglied des Landeskonsistoriums in Hannover, 1892 Ober-Konsistorialrat, 1895 Ober-Regierungsrat und Direktor des Konsistoriums in Wiesbaden. 1896 wurde er dort Konsistorialpräsident und am 9. Juni 1898 begann er in gleicher Position in Münster in Westfalen.
Am 1. Oktober 1869 trat er als Freiwilliger beim 2. Garde-Regiment zu Fuß in Berlin ein. Er machte den Krieg gegen Frankreich mit, in dem er mit dem Eisernen Kreuz II. Klasse ausgezeichnet wurde / In der Reserve des Regiments bzw. beim 2. Garde-Landwehr-Regiment wurde er bis zum Hauptmann befördert, als welcher er auf seinen Antrag im April 1898 mit der Erlaubnis zum Tragen der bisherigen Uniform den Abschied erhielt. Weiter war er Ehrenmitglied des Deutschen Kriegerbundes.
Von 1898 bis 1905 war er Mitglied des Preußischen Abgeordnetenhauses und ebenfalls von 1898 bis 1905 war er Mitglied des Deutschen Reichstags für den Wahlkreis Provinz Schleswig-Holstein 9 Oldenburg in Holstein, Plön und die Deutsche Reichspartei.
Am 1. Oktober 1905 wurde er zum Regierungspräsidenten in Gumbinnen ernannt und am 1. Juli 1913 auf seinen Wunsch in den Ruhestand versetzt.
Sein erhaltenes Grab befindet sich auf dem Friedhof von Süsel.

## Auszeichnungen
- Roter Adlerorden, 2. Klasse mit Eichenlaub (1908)[5]
- Königlicher Kronen-Orden (Preußen), 2. Klasse mit Stern
- Eisernes Kreuz 2. Klasse
- Landwehr-Dienstauszeichnung 1. Klasse
- Sankt-Stanislaus-Orden, 1. Klasse